# Glagolevite
La glagolevite (simbolo IMA: Ggl) è un raro minerale del gruppo della clorite appartenente alla famiglia minerale dei "silicati e germanati" con composizione chimica Na(Mg,Al)6(Si3Al)O10(OH,O)8.
Strutturalmente appartiene ai fillosilicati.

## Etimologia e storia
La glagolevite è stata nominata da M.V. Seredin nel 2003 in onore di Alexander Andreevich Glagolev (in russo: Александр Андреевич Глаголев) (1927-1993), mineralogista e petrografo russo noto nell'ambiente per il suo lavoro sulle rocce ultramafiche-alcaline e sulle carbonatiti come quelle di Kovdor, in Russia.

## Classificazione
La nona edizione della sistematica minerale di Strunz, valida dal 2001 e aggiornata dall'IMA fino al 2009, classifica la glagolevite nella classe "9. Silicati (germanati)" e lì nella sottoclasse "9.E Fillosilicati"; questa è ulteriormente suddivisa in base alla struttura cristallina, in modo che il minerale possa essere trovato nella suddivisione "9.EC Fillosilicati con fogli di mica, composti di reti di tetraedri e ottaedri", dove può essere trovato insieme a borocookeite, franklinfurnaceite, baileycloro, nimite, chamosite, clinocloro, cookeite, donbassite, gonyerite, pennantite e sudoite con le quali forma il sistema nº 9.EC.55.
Tale classificazione viene mantenuta anche nell'edizione successiva, proseguita dal database "mindat.org" e chiamata Classificazione Strunz-mindat.
Anche la sistematica dei minerali secondo Dana classifica il baileycloro nella classe dei "silicati e germanati" e lì nella sottoclasse dei "minerali fillosilicati"; qui è insieme a dozyite, lunijianlaite, corrensite e aliettite con le quali forma il sistema n. 71.04.02 all'interno della sottosezione "fillosilicati: strati di anelli a sei membri, alternatamente 1:1, 2:1 e ottaedrici".

## Abito cristallino
La glagolevite cristallizza nel sistema triclino nel gruppo spaziale C1 (gruppo nº 1) con i parametri reticolari a = 5,3580(11) Å, b = 9,2810(19) Å, c = 14,574(3) Å, α = 90,00(3)°, β = 97,08(3)° e γ = 90,00(3)° oltre a due unità di formula per cella unitaria.

## Origine e giacitura
La glagolevite si trova all'interno di rocce melilitiche alterate in depositi di flogopite e in massicci alcalini; è associata a pectolite, monticellite, diopside, flogopite, andradite, calcite, olivina, magnetite e vesuvianite.<ref<(EN) Joseph A. Mandarino, New minerals (PDF), in The Canadian Mineralogist, vol. 42, n. 1, 2004,  pp. 215-234, DOI:10.2113/gscanmin.42.1.215. URL consultato il 7 dicembre 2024.</ref>
Essendo un minerale molto raro, la glagolevite è stata rinvenuta in pochissimi siti: oltre alla sua località tipo, la miniera di flogopite di Kovdor (Oblast' di Murmansk, Russia), sempre in Russia è stata trovata anche nel massiccio Nizhnetagilskii (Oblast' di Sverdlovsk). La glagolevite è stata trovata anche nel distretto di Chengalpattu (nel Tamil Nadu, India) e a Kimberley (nella Municipalità locale di Sol Plaatje in Sud Africa).